# アンニーバレ・デ・ガスパリス
アンニーバレ・デ・ガスパリス（Annibale de Gasparis, 1819年11月9日 - 1892年3月21日）は、イタリアの天文学者。ブニャーラ出身。
ガスパリスは、1851年から1889年までナポリ大学の教授を務め、1864年からナポリのカポディモンテ天文台の台長を兼務した。
1851年、王立天文学会ゴールドメダルを受賞した。1892年にナポリで没した。
ガスパリスの名は、その功績を称えて、小惑星や月にあるクレーター、月にある谷に付けられている。
- 火星と木星の小惑星帯を周回する小惑星→デ・ガスパリス (小惑星)[1]
- 月の西側、湿りの海の西端に位置する、直径約30キロメートルのクレーター→デ・ガスパリス (クレーター)
- 上述のクレーター（デ・ガスパリス）の周辺を走る、直径約130キロメートルの区域を占める細溝の集まり→デ・ガスパリス谷